# Sideritis romana
Sideritis romana è una pianta appartenente alla famiglia delle Lamiaceae.

## Distribuzione e habitat
In Italia è presente in quasi in tutte le regioni, mentre in Europa è presente nelle nazioni della costa Adriatica, in Francia, in Spagna e in Portogallo